# Абаза, Николай Саввич

Дом Н. С. Абазы в Сочинском округе Черноморской губернии

Никола́й Са́ввич Абаза́ (1837—1901) — российский государственный деятель; действительный тайный советник.

## Семья
Происходил из молдавского дворянского рода второй половины XVII века, с первой четверти XVIII века состоявшего на российской службе; 7 июля 1849 года род внесли во 2-ю часть дворянской родословной книги Харьковской губернии.
- Отец: Абаза, Савва Васильевич (1800—1854) — подпоручик 46-го егерского полка.
- Мать: Абаза, Варвара Сергеевна (урождённая Цурикова).
- Брат: Абаза, Василий Саввич (07.04.1835 — 28.03.1889) (похоронен на Никольском кладбище Александро-Невской лавры)[1]
- Жена: Абаза, Анна Валериановна (урождённая Сафонович) (12 июня 1837-23 апреля 1891[2].) — дочь орловского губернатора, тайного советника В. И. Сафоновича. Вдова декабриста С. И. Кривцова.

Своих детей не было. Приёмной дочери Татьяне в 1883 г. разрешили принять фамилию и отчество приёмного отца и пользоваться правами его состояния, но без права на наследство.
Родной брат, возможно, Сергей Саввич, коллежский асессор с 1857 г., в должности церемониймейстера (по данным на 1858 г.), и состоял при Её Императорском Высочестве Государыне Великой Княгине Елене Павловне.
Двоюродный брат — А. А. Абаза

## Биография
Родился 7 (19) августа 1837 года в Москве. С отличием 6 мая 1859 года окончил курс медицинского факультета Харьковского университета со степенью лекаря; 14 июня 1862 года после защиты диссертации при медицинском факультете Московского университета получил степень доктора медицины. С 11 июля 1862 года — сверхштатный чиновник при медицинском департаменте Министерства внутренних дел с чином коллежского асессора; 14 апреля 1863 года он был переведён в Кавказскую армию «медиком для командировок» с прикомандированием к Тифлисскому военному госпиталю. В кампании 1864 года против горцев в апреле — мае Абаза участвовал в разработке дороги вверх по долине реки Мзымта к Ахчиису и наступлении отряда на соединение с войсками Даховского, Мало-Лабинского и Перхувского отрядов, в перестрелке при движении к Аибге, в передовых цепях отряда, в его возвращении на позиции с урочища Пегач в Аштырх и Адлер; 31 декабря Абаза был прикомандирован к 1-му военно-сухопутному госпиталю в Петербурге.
С 30 апреля 1865 года он был назначен сверхштатным чиновником при медицинском департаменте с откомандированием в распоряжение орловского губернатора Левашова; 11 июля 1866 года он был произведён в надворные советники и 29 ноября последовал за Левашовым в Санкт-Петербургскую губернию. В следующем году, 9 марта, его причислили к Министерству внутренних дел с отчислением от медицинского департамента, оставив в распоряжении петербургского губернатора; 13 мая он был назначен старшим советником Петербургского губернского правления. С 6 июня по 11 июля и со 2 ноября по 5 декабря 1867 года он исполнял должность вице-губернатора; 12 июля 1868 года получил чин коллежского советника и был назначен тамбовским вице-губернатором. В 1868—1871 годах с перерывами он исполнял должность губернатора; 30 августа 1870 года произведён в статские советники за отличие, а 19 ноября 1871 года — в действительные статские советники с назначением херсонским губернатором.
С 20 января 1874 года Абаза занял должность рязанского губернатора. С 3 декабря 1876 года он стал ещё и главноуполномоченным «Общества попечения о раненых и больных воинах» (за труды по которому 1 января 1878 года был пожалован званием гофмейстера) и заведующим санитарным делом Дунайской армии.
С 15 октября 1878 года Абаза вернулся к управлению Рязанской губернией — до 4 апреля 1880 года, когда он был назначен начальником Главного управления по делам печати, а с 5 апреля — ещё и сенатором; с 16 апреля — тайный советник. В роли заведующего делами печати Абаза держался тех воззрений на прессу, которые проводил и граф М. Т. Лорис-Меликов. При нём возникло предположение произвести видоизменения в цензурном уставе. С выходом в отставку графа Лорис-Меликова удалился от административной деятельности и Абаза.
С 2 мая 1880 года он стал членом Верховной распорядительной комиссии; 7 апреля 1881 года уволился по состоянию здоровью из Главного управления, с оставлением сенатором; 4 ноября был назначен в 4-й департамент Сената, 27 ноября 1882 года — в 1-й департамент, 14 апреля 1883 года — в общее собрание и присутствие 1-го департамента, образованного в Москве на время коронационных торжеств; 31 декабря 1886 года назначен в общее собрание 1-го, 2-го департаментов и департамента герольдии, а 15 ноября 1889 года — в 1-й департамент. В мае 1896 года он присутствовал на коронационных торжествах в Москве; 1 января 1900 года произведён в действительные тайные советники.
С 1 января 1890 года — член Государственного совета; 13 января 1890 года его назначили в департамент законов, 1 января 1900 года — в департамент промышленности, наук и торговли. С 11 декабря 1891 года Абаза был председателем Комиссии для обсуждения вопроса о мерах к поддержанию дворянского землевладения, а в 1895—1897 годах — председателем Особой комиссии для разработки законопроектов по колонизации и оживлению Черноморского побережья.
Н. С. Абаза написал сочинение «Об эпителии воздухоносных лёгочных пузырьков» (М., 1862), но как писатель заявил о себе отчётом о деятельности своей в роли главноуполномоченного Красного Креста. Отчёт появился под заглавием «Красный Крест в тылу действующей армии в 1877—1878 г.: Отчёт главноуполномоченного Общества попечения о раненых и больных воинах» (СПб., 1880—1882. Т. 1—2). Книга, встреченная похвалами критики, представляла собою капитальный вклад в военно-санитарную литературу. Помимо строго научно распределённого по таблицам и диаграммам обширного статистического материала, рисующего положение эвакуационного дела во всех его мельчайших деталях и дающего в будущем возможность организовать врачебную помощь жертвам войны не на кабинетных соображениях, а на уроках живой действительности, помимо этих сухих, хотя по существу очень красноречивых, фактических данных, книга Абазы давала живо написанную картину санитарных порядков или вернее непорядков войны. Автор никого в отдельности не винил в этих печальных непорядках. Он полагал, что в значительной степени они обусловлены роковым сцеплением обстоятельств кампании. Но большую долю вины он, вместе с тем, возлагал на общий дух бюрократизма и чиновничества. По мнению автора, «Санитарное дело есть дело специальное, требующее глубоких познаний и опыта. Только специальные люди и могут, и должны, по нашему мнению, направлять его. Врачам должна принадлежать выдающаяся роль в ведении санитарного дела, так как никто, кроме их, не может лучше знать многоразличных нужд раненых и больных. Это — аксиома. Передавая санитарное дело в руки врачей, этим нисколько не устраняется подчинение действий их главному руководству высшей администрации, которая тогда только и может действовать безошибочно, когда специальное дело будет в специальных руках».

## Награды и звания
- серебряная медаль за покорение Западного Кавказа в 1859—1864 гг.
- крест за службу на Кавказе (12.07.1864),
- орден Св. Станислава 3-й степени (09.06.1865, за службу на Кавказе)
- орден Св. Анны 3-й степени (1865),
- орден Св. Станислава 2-й степени (30.06.1867)
- знак отличия за поземельное устройство государственных крестьян,
- императорское благоволение (17.4.1872 за взимание податей и других сборов по губернии в 1872 году),
- орден Св. Владимира 3-й степени (1.1.1874),
- орден Св. Станислава 1-й степени (4.4.1876),
- светло-бронзовая медаль «В память Русско-Турецкой войны 1877—1878 гг.» (1878),
- императорская благодарность (6.11),
- рескрипт императрицы (16.1.1879 за «полезную и преисполненную самоотвержения деятельность» главноуполномоченным Российского общества Красного Креста),
- императорское благоволение (2.5.1880 за взимание казённых сборов и выкупных платежей по губернии в 1879—1880 годах),
- орден Св. Анны 1-й степени (1.1.1881),
- императорское благоволение (7.4.1881 за труды по должности начальника Главного управления по делам печати),
- орден Св. Владимира 2 степени (1.1.1886),
- орден Белого орла (1.1.1890),
- орден Александра Невского (1.1.1896),
- медаль в память царствования Александра III (26.02),
- Медаль «В память коронации Императора Николая II» (26.5.1896),
- почётный гражданин Рязани, Касимова и Спасска (6.6.1880), Егорьевска (29.9.1880),
- почётный член Рязанского Губернской учёной архивной комиссии (1887).